# さくら個別学院
さくら個別学院（さくらこべつがくいん）は、株式会社グルーヴが運営する、個別指導の学習塾。

## 概要
代表者は塾長・前田剛志。本部は神奈川県横浜市港北区北新横浜に存在。小学生から高校卒業生まで対応しており、1人の講師が1人または2人の生徒を担当する個別指導方式となっている。2010年2月現在、教室は神奈川県内に3つある。

## 教育理念
今やれることは、今やる。
諦めるな、夢は必ず叶う。
昔の常識は、今の常識ではない。
（さくら個別学院ホームページ参考。）

## 沿革
- 2009年2月 - 北新横浜本校開校
- 2009年4月 - 中田教室開校
- 2009年5月 - 日吉本町教室開校
- 2009年7月 小学生を対象とした、土曜英語教室開講
- 2009年10月 英語検定準会場として試験実施。

## 教室の運営形態
どの教室も独立した部屋は設けておらず、座席がパーティションで区切られていて、そこで授業が行われる。
一部、集団で授業できるスペースも確保されている。

## 授業の形態
1授業（1コマ）80分で構成され、講師1名が生徒1・2名程度に対して個別指導を行っている。集団授業の学習塾・予備校と違い、入塾時に、個別のカウンセリングを通して学習計画がプランニングされ、生徒は予め設定した曜日・時間に通塾し授業を受ける。また、授業日はその当日の都合などによって別の日時に振り替えることができる。
通常授業は、平日と土曜のみ（一部祝日も実施）14:00-21:30 （土曜は18:30まで）　休校日は、日曜と祝日